# Дунтинху
Дунтинху (на китайски: 洞庭湖; на пинин: Dòngtíng Hú) е сладководно отточно езеро в Източен Китай, в провинция Хунан с площ от 2670 до 20 000 km² (второто по големина езеро в Китай след Поянху) и максимална дълбочина 8 m (в сухия сезон).
Езерото Дунтинху е разположено в южната част на Голямата китайска равнина, в басейна на река Яндзъ, на 19 m н.в. Бреговете му са ниски и силно заблатени. По време на влажния сезон добива форма на обърната наляво латинска буква L. В него се вливат 5 големи реки: Милодзян (от изток), Сяндзян (от югоизток), Дзъшуй (от юг), Юандзян (от югозапад) и Лидзян (от запад) с общ водосборен басейн 262 800 km². В северната си част чрез 5 ръкава се съединява с река Яндзъ, за която служи като регулатор, приемайки по време на пълноводието ѝ (от май до септември) от 40 до 60% от нейните води. През този период нивото на езерото се повишава с до 15 m, а площта му нараства до 20 000 km², предизвиквайки големи наводнения. През зимата оттокът на Дунтинху е в направление към Яндзъ, езерото силно намалява размерите си (същинското езеро Дунтинху в някои години се смалява до 710 km²), образуват се множество острови, а огромното езеро, образувало се през лятото, се разпада на десетки водоеми: Дунху, Датунху, Пенху, Чайфънху, Хънринху, Цичанху, Шънху, Дунджоуху, Вандзиху, Дунанху, Мупинху, Нанху и много други. Има важно стопанско значение с развит местен риболов и корабоплаване.